# Odder
Odder este un oraș din municipalitatea omonimă, Odder, Danemarca.